# Willy Brüderlin
Willy Brüderlin, né le 20 octobre 1894 et mort à une date inconnue, est un rameur d'aviron suisse.

## Palmarès

### Jeux olympiques
- Anvers 1920
  -  Médaille d'or en quatre barré.

### Championnats d'Europe
- Championnats d'Europe d'aviron 1920
  -  Médaille d'or en quatre barré
- Championnats d'Europe d'aviron 1920
  -  Médaille d'or en huit
- Championnats d'Europe d'aviron 1921
  -  Médaille d'or en quatre barré
- Championnats d'Europe d'aviron 1921
  -  Médaille d'or en huit[1]